# 태화 (후조)
태화(太和)는 중국 후조(後趙) 조왕(趙王) 석륵(石勒)이 사용한 연호이다. 328년에서 330년 8월까지 2년 8개월 동안 사용하였다. 319년에 조왕을 자칭했던 석륵은 328년에 처음으로 연호를 정하여 사용하였다.
같은 시기에 사용된 다른 연호로는 동진(東晉)에서 사용한 함화(咸和 : 326년 ~ 334년), 성한(成漢)에서 사용한 옥형(玉衡 : 311년 ~ 334년), 전조(前趙)에서 사용한 광초(光初 : 318년 ~ 329년), 전량(前凉)에서 사용한 건흥(建興 : 314년 ~ 361년)이 있다.

## 연대대조표
| 태화                | 원년            | 2년        | 3년        |
| 서력                | 328년           | 329년      | 330년      |
| 육십간지 (六十干支) | 무자(戊子)      | 기축(己丑) | 경인(庚寅) |
| 동진 (東晉)         | 함화(咸和) 3년  | 4년        | 5년        |
| 성한 (成漢)         | 옥형(玉衡) 18년 | 19년       | 20년       |
| 전조 (前趙)         | 광초(光初) 11년 | 12년       | -          |
| 전량 (前凉)         | 건흥(建興) 16년 | 17년       | 18년       |

## 같이 보기
- 다른 왕조의 같은 연호
  - 조위(曺魏) 태화(227년 ~ 233년)
  - 동진(東晉) 태화(366년 ~ 371년)
  - 성한(成漢) 태화(344년 ~ 346년)
  - 북위(北魏) 태화(477년 ~ 499년)

- 중국의 연호

| 이전 연호 - | 중국의 연호 후조(後趙) | 다음 연호 건평(建平) |